# St. Josef (Immenstadt)
Koordinaten: 48° N, 10° O

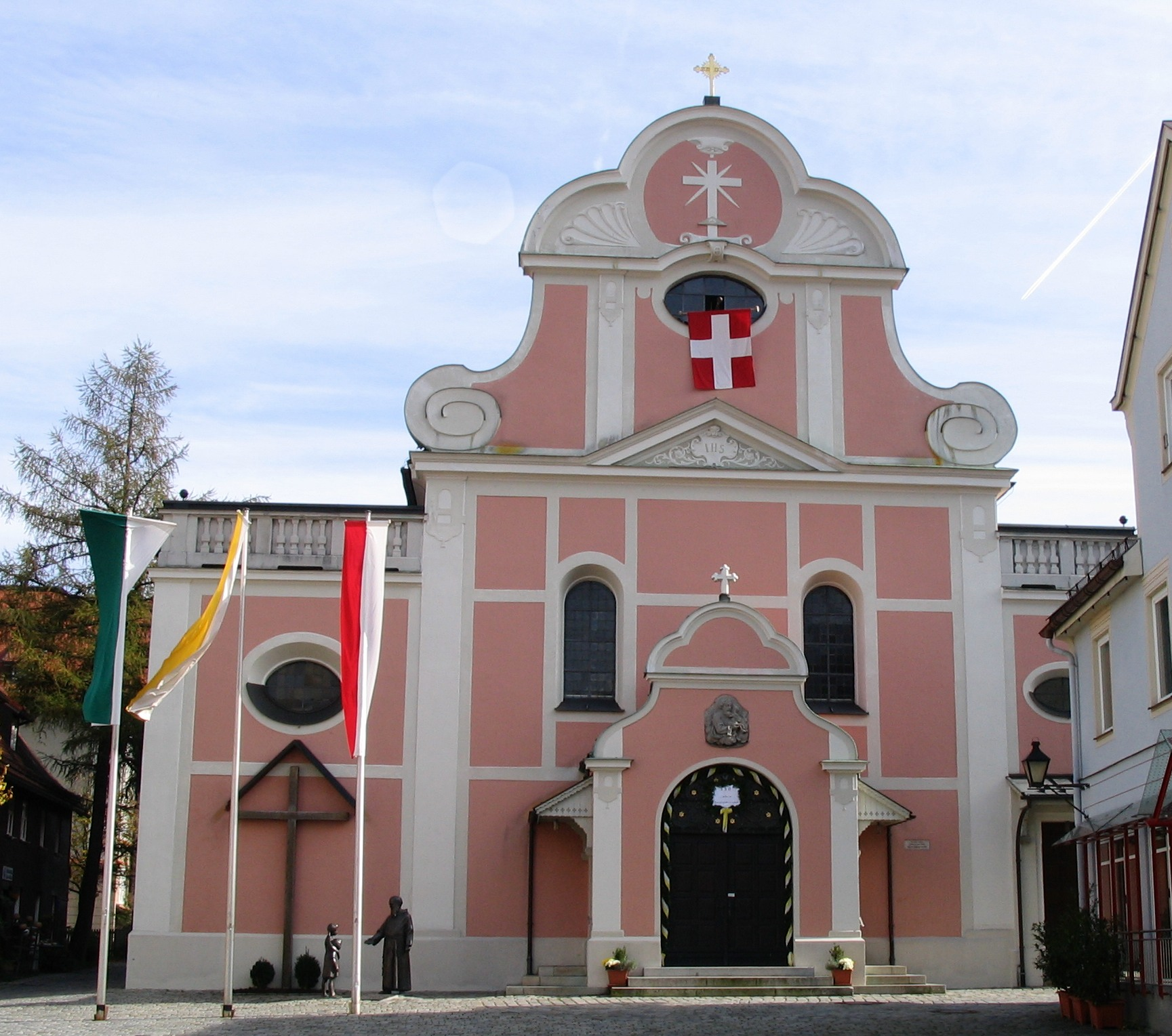
Klosterkirche St. Josef in der Westansicht

St. Josef in Immenstadt ist die Kirche des ehemaligen Klosters der Kapuziner in Immenstadt (Landkreis Oberallgäu in Bayern), die dem heiligen Josef geweiht wurde. Nach der Auflösung des Klosters im Jahre 1980 fiel die Kirche an die römisch-katholische Pfarrei Sankt Nikolaus.

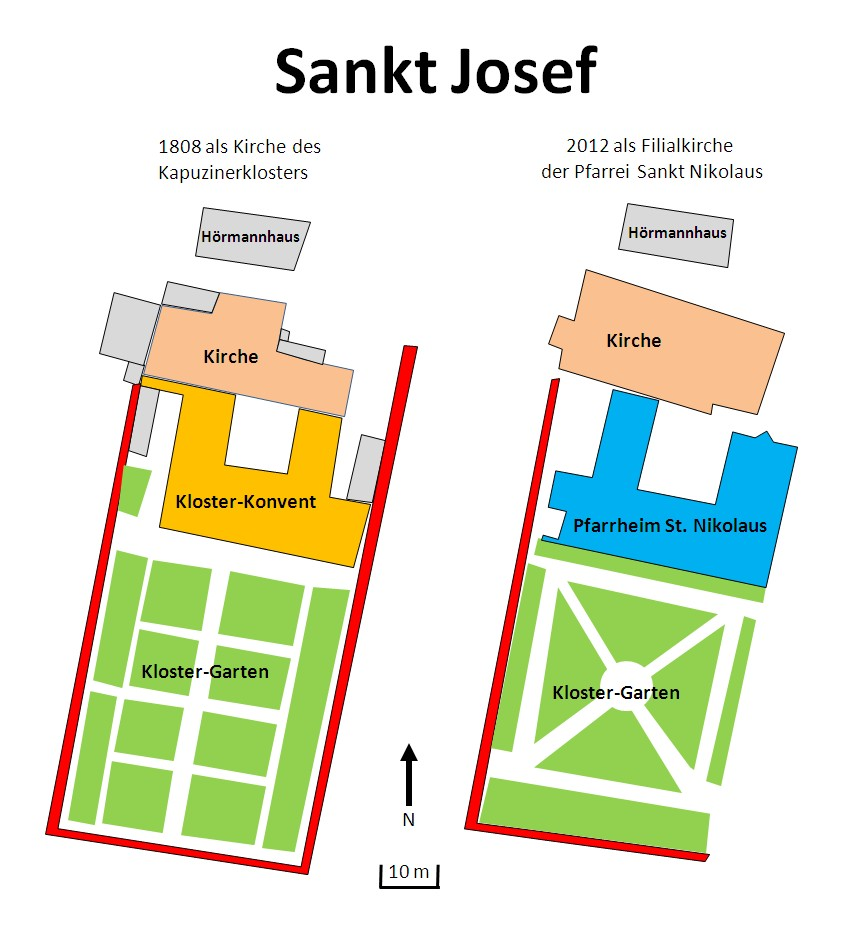
St. Josef einst und jetzt

## Geschichte des Klosters

### Vorgeschichte
Im Jahre 1645 entschied Graf Hugo von Königsegg in seiner Residenzstadt Immenstadt ein Kapuzinerkloster anzusiedeln, um durch die „Pflanzung guter Taten“ der durch die Kriegswirren voranschreitenden Verrohung entgegenzuwirken. Er bat dazu den Guardian des Kapuzinerklosters Luzern um Fürsprache bei der Schweizer Provinzleitung. Nach deren Zustimmung 1646 wurden zwei Padres nach Immenstadt entsandt, die zuerst in einem Privathaus in der Nähe des Pfaffentors untergebracht waren. Die beiden Kapuziner waren das raue Klima der Gegend aber nicht gewohnt und erreichten, dass der Ordensgeneral ihren Abzug aus Immenstadt gewährte. Der Graf und auch die Provinzleitung waren nicht in der Lage den Ordensgeneral umzustimmen, zumal 1647 auch noch die Schweden plündernd in der Stadt Einzug hielten. Erst im Jahre 1650 kehrten die Mönche nach Immenstadt zurück.

Zeichnung vom Süden 1848

### Klosterbau
Im Jahre 1652 wurde mit der Errichtung eines Kreuzes die Niederlassung begründet. Mehrere Häuser, die Kaplanei, ein Schulhaus und eine Hofstatt wurden erworben und mussten dem Klosterbau an der Stadtmauer und am Kirchhof Platz zu machen. Von 1653 bis 1655 wurden die Klostergebäude errichtet. Die Baukosten beliefen sich auf 6.590 Gulden.

### Zugehörigkeit
Bis 1668 gehörte das Kloster zur Kustodie Konstanz und somit zur Schweizer Provinz. Hernach war Wangen und somit die Vorderösterreicher Provinz zuständig. Ab 1782 war die Niederlassung der neugegründeten Schwäbischen und ab 1826 der Bayerischen Provinz zugehörig. In der Erdbeschreibung von 1838 ist das Kloster auch als Kapuziner-Centralkloster beschrieben.

### Unterhalt
Alimentiert wurden die Mönche durch den Grafen Hugo von Königsegg-Rothenfels und die Stadtgemeinde Immenstadt. Unter Hugo hatten sie Anspruch auf zwei Mahlzeiten wöchentlich und jährlich ein Fuder Wein. Auch Leopold Wilhelm von Königsegg-Rothenfels, der Sohn des Grafen Hugo setzte diese Tradition fort. Die Stadt lieferte Brennholz und ebenfalls Wein. Zudem war ihnen das Sammeln von Garn und Lebensmittel in der Grafschaft Königsegg-Rothenfels, der Herrschaft Hohenegg und im Kleinwalsertal erlaubt.
Dem Kloster war ein 2.000 Quadratmeter großer ummauerter Klostergarten angegliedert. Östlich davon lagen ca. 5 Hektar umfassende, dem Kloster zugehörige Felder, das sogenannte „Klosterösch“.

### Seligsprechung
Am 5. Oktober 1729 wurde in der Klosterkirche St. Joseph für den Märtyrer Fidelis von Sigmaringen das Fest der Seligsprechung abgehalten. Im Jahre 1730 wurde mit dem Anbau einer Kapelle begonnen, die am 21. April 1731 mit einer Reliquie des Fidelis bedacht und am 5. August 1746 dem Hl. Fidelis, der Hl. Klara und der Hl. Franziska geweiht wurde. Unter der Kapelle wurde eine Gruft für die verstorbenen Klosterbrüder angelegt.

### Lateinschule
Von 1781 an wurden im Kloster mehrerer Knaben in den Grundlagen der lateinischen Sprache unterrichtet. Dieser Unterricht wurde ab 1787 zu einer förmlichen Studienanstalt erweitert, deren erfolgreicher Abschluss zum Übertritt an eine Österreichische Universität oder die höheren Klassen eines Bayerischen Gymnasiums berechtigte. Ein bekannter Schüler dieser Schule war der 1787 geborene Autor Aloys Adalbert Waibel. Mit dem Ende der Grafschaft endete 1804 auch der Betrieb der Studienanstalt.

### Bibliothek
Im Jahre 1808 umfasste die Bücherei des Klosters 4.825 Bände. Der Bestand wuchs bis 1898 auf 5.100 Bücher.  Zudem war eine staatliche Sammlung von 2.800 Exemplaren verfügbar. Im Zweiten Weltkrieg wurde das Kloster vom Bayerischen Landesamt für Denkmalpflege beschlagnahmt. Neben den wertvollsten Beständen der Landesbibliothek Darmstadt wurde auch die Bibliothek des Bayerischen Nationalmuseums in Immenstadt eingelagert. Bei einem Fliegerangriff am 29. April 1945 wurden eine Kapuzinerin und ein Kapuziner getötet und ein Fünftel der Bestände vernichtet. Nach der Auflösung des Klosters wurden die verbliebenen Bücher in die Zentralbibliothek der Kapuziner nach Altötting verbracht. Das bekannteste Buch der Sammlung war der Band „Unterricht vom Gebrauch des Erdspiegels“ von Pater Franziscus Seraph aus dem Jahre 1558.

### Abbruch des Klosters
1976 verkaufte der Freistaat Bayern das Kloster samt Kirche und Garten an die katholische Pfarrkirchenstiftung. Im August 1980 verließen die Kapuziner die Stadt. 1984 musste der Kloster-Konvent dem seit längerem geplanten Neubau des Pfarrzentrums von Sankt Nikolaus weichen. Der Klostergarten wurde umgestaltet und der Öffentlichkeit zugänglich gemacht. An die Kapuziner erinnert heute noch eine Skulptur von Willi Tannheimer vor dem Eingang zur Kirche.

## Kirche
Der Bau der knapp 100 Meter nördlich der Stadtpfarrkirche gelegenen Kirche begann 1654; am 21. Oktober 1655 wurde sie durch den Konstanzer Bischof Franz Johann von Praßberg der Muttergottes, dem heiligen Franziskus und dem heiligen Josef geweiht. Baumeister war der Kleinwalsertaler Hans Mutter aus Mittelberg.
An der Nordseite wurde 1730 eine dem Heiligen Fidelis zu Sigmaringen geweihte Kapelle angebaut, unter der die Gruft der Kapuziner eingelassen ist. In der Kirche befindet sich die Familiengruft der Grafen von Königsegg. Auf der Epistelseite des Hochaltars findet sich Graf Hugo und alle danach gestorbene Mitglieder der gräflichen Familie. Nur Franz Fidel von Königsegg-Rothenfels wurde nach dessen Willen auf dem Friedhof beerdigt. Die Grafen liegen links und rechts vom Hochaltar, die Gräfinnen zwischen dem Frauenaltar und dem Antoniusaltar. Die Höhe der Grabgewölbe betrug sechs Schuh, ca. 1,75 Meter. Die Kinder der gräflichen Familie wurden unter der Kommunionsbank begraben.

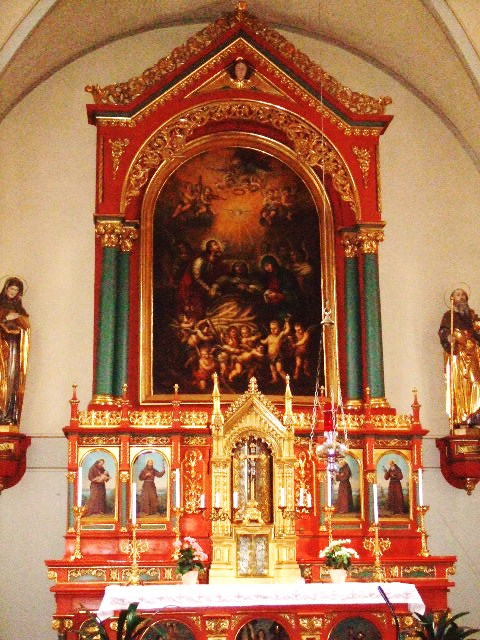
Hochaltar

Mitte des 19. Jahrhunderts wurde die Gruft im Rahmen einer Baumaßnahme zugeschüttet. Einige Epitaphien sind noch vorhanden. Vom Bildhauer Johann Richard Eberhard stammt eine Statue des heiligen Antonius aus dem Jahr 1771. 1775 schuf das Immenstädter Universaltalent Joseph Sebastian von Rittershausen das Hochaltarbild „Englischer Gruß“. Bei der großen Umgestaltung in den Jahren 1861 und 1862 wurde das Altarbild durch das Gemälde „Tod des heiligen Joseph“ von Ludwig Caspar Weiß ersetzt. Weiss bebilderte auch die beiden Seitenaltäre und lieferte 1858 zudem zwei Landschaften. Die Entwürfe für die Beichtstühle, den Hochaltar und die Kanzel entstammen von dem 1887 in Immenstadt verstorbenen Kapuziner Servulus Gassenmaier. Von dem Immenstädter Johann Michael Herz stammt das gemalte Heilige Grab. 1877 wurde Grün der dominierende Farbton in der Kirche. Johann Evangelist Fröschle fertigte nach Entwürfen von Andreas Merkle die Deckenfresken der Heiligen Dreifaltigkeit und der vier Evangelisten. 
In dem großen Kreuz neben dem Eingang aus dem Jahre 1843 ist eine Kapsel mit einer Urkunde eingelassen.
1903 wurde die Kirche komplett umgestaltet. Die Fideliskapelle und der Chor wurden unter der Leitung von Baumeister Christian Bufler vergrößert und die Mauerkrone erhöht. Die Westfassade wurde nach Entwurf von Hans Schurr im neubarocken Stil mit Volutengiebel umgestaltet. Der Kapuzinerbruder Angelus Schnitzler erneuerte die drei Altarbilder. Eine gewölbte Holzdecke wurde eingezogen. Dort finden sich die 1904 gemalten Drei Tugenden des Immenstädters Ludwig Glötzle. Dieser fertigte 1905 auch das Bild „Anbetung des heiligen Lammes“ am Chorbogen an. Auch neue Kreuzwegstationen und Beichtstühle bekam die Kirche in dieser Zeit. In den Jahren 1930 und zwischen 1962 und 1976 wurde die Kirche in den Bereichen Altarfassung, Chorbogen und Emporenwand umgestaltet. 1939 wurde eine Orgel aus der Werkstätte Zeilhuber in Altstädten eingebaut. Die alte Glocke im Türmchen wurde 1993 durch zwei kleinere ersetzt. Das Türmchen bekam eine Zwiebelhaube. Am 19. März wird das Patrozinium gefeiert.

## Orgel
Die Orgel wurde 1939 von dem Orgelbauer Zeilhuber (Altstädten) erbaut. Dabei wurde Pfeifenmaterial der Vorgängerorgel wiederverwendet, die 1904 von den Orgelbauern Gebr. Hindelang gebaut worden war. Das Instrument hat 19 Register auf zwei Manualen und Pedal und ist im spätromantischen Stil disponiert und intoniert.
| I Hauptwerk C–g3 |             |       |
| 1.               | Bordun      | 16′   |
| 2.               | Dolce       | 8′    |
| 3.               | Rohrgedeckt | 8′    |
| 4.               | Prinzipal   | 8′    |
| 5.               | Gemshorn    | 4′    |
| 6.               | Piccolo     | 2′    |
| 7.               | Mixtur      | 2 ⁄3′ |

| II Schwellwerk C–g3 |                |    |
| 8.                  | Salicional     | 8′ |
| 9.                  | Schwebung      | 8′ |
| 10.                 | Flöte          | 8′ |
| 11.                 | Blockflöte     | 4′ |
| 12.                 | Prinzipal      | 4′ |
| 13.                 | Nachthorn      | 2′ |
| 14.                 | Cimbel         | 1′ |
| 15.                 | Trompete harm. | 8′ |

| Pedalwerk C–f1 |            |     |
| 16.            | Zartbass   | 16′ |
| 17.            | Subbass    | 16′ |
| 18.            | Oktavbass  | 8′  |
| 19.            | Flötenbass | 4′  |

- Koppeln: II/I (auch als Sub- und Superoktavkoppeln), I/P, II/P

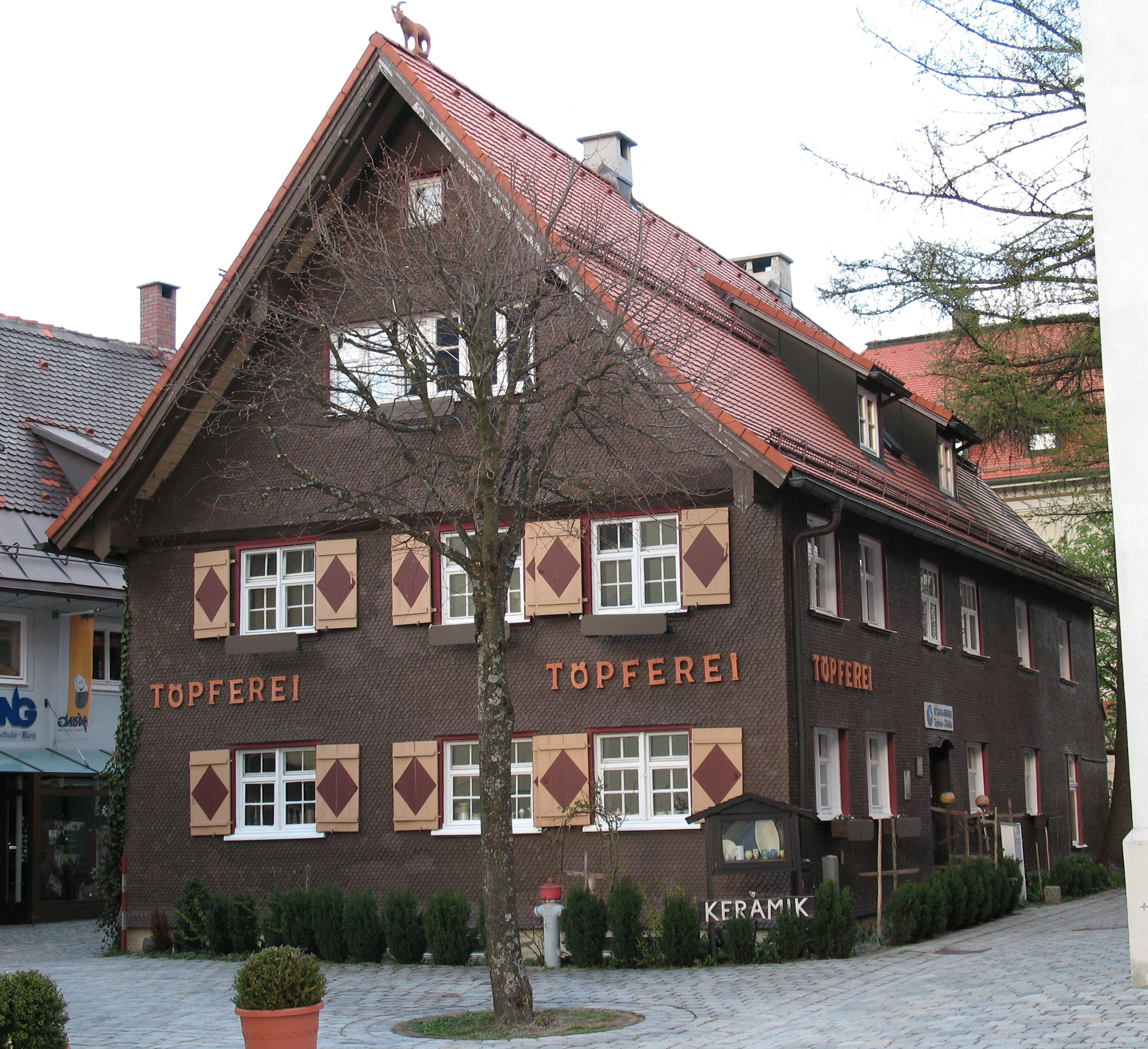
Das Hörmannhaus

## Hörmannhaus
Das 1757 erbaute Hörmannhaus unmittelbar nördlich der Kirche wurde 1905 an das Kloster verschenkt. In dem Bau war erst eine Bäckerei, dann von 1957 bis 1990 das örtliche Heimatmuseum und seit 1993 eine Töpferei untergebracht. Das Haus steht unter Denkmalschutz.

## Sonstiges

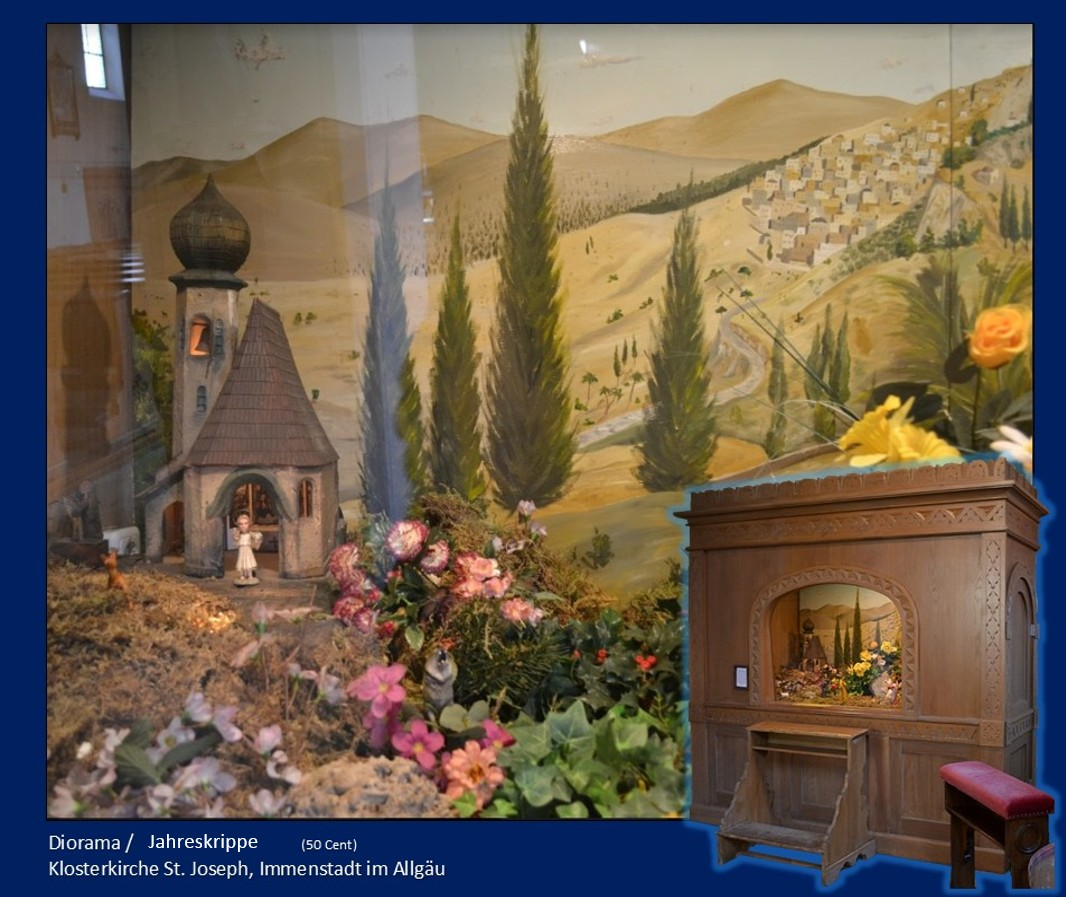
Jahreskrippe (Ausschnitt)

- Die Kapuzinerkirche war bis 1806 Freiung. Asylsuchende durften dort nicht festgenommen werden.
- Beim großen Brand in der Nacht vom 23. auf den 24. April 1844 fing das Dach der Klosterkirche mehrmals Feuer, konnte aber mit „genauer Noth“ gerettet werden.[8][9]
- Das Immenstädter Kapuzinerkloster diente auch als Urlaubs- und Erholungskloster für die Kleriker der Provinz
- Links vom Eingang befindet sich eine mechanische Jahreskrippe. Wenn man ein 20 oder 50 Cent-Stück (früher einen Groschen) in den Münzschlitz einwirft, wird das Diorama beleuchtet, die beiden Flügel eines Kapellentores öffnen sich und der jugendliche Jesus kommt segnend heraus.